# Comuna Haljala
Haljala este o comună (vald) din Comitatul Lääne-Viru, Estonia.
Comuna cuprinde un târgușor (alevik) Haljala - reședința comunei și 20 de sate.

## Localități componente

### Târgușoare (nuclee urbane)
- Haljala

### Sate
- Aaspere
- Aasu
- Aaviku
- Auküla
- Essu
- Idavere
- Kandle
- Kavastu
- Kisuvere
- Kõldu
- Kärmu
- Lihulõpe
- Liiguste
- Pehka
- Põdruse
- Sauste
- Tatruse
- Vanamõisa
- Varangu
- Võle